# 中東の笛
中東の笛（ちゅうとうのふえ）は、主に国際規模のスポーツイベントにおいて試合日程や判定がアラブ諸国に有利になるとされる事象である。
特に2007年および2008年に行われた、2008年北京オリンピックのハンドボール競技・アジア予選を通して、この語が日本国内に広く知れ渡ることとなった。
なお、中東は広大な地域であり、アラブ諸国に属さない国も多くあることから、「中東の笛」という呼び方は偏見や差別につながりかねない点、留意が必要である。

## 概要
多くのアラブ諸国の国が産油国であり、それらの国々は潤沢なオイルマネーによって王族や国営企業が莫大な資産を有している。そういった王侯貴族や企業は有り余った資金を国際スポーツのスポンサー活動に投入する場合がある。またアジアハンドボール連盟のように、スポーツ関連の国際団体に活動資金を供給する見返りとして、その役職を産油国の王侯が占める場合もある。
こうした場合、スポンサーの場合はイベントそのものに資金を提供している立場上から連盟首脳の場合は権力や地位などパワーバランスの問題が発生し、スポーツにおいて大会運営・日程・試合カード・会場（場合によっては宿泊施設・移動日程）がアラブ諸国に対して有利なものとなる事態が発生している他、とりわけ問題視されるものとして、アラブ諸国に有利な判定を作為的に行い得る人物が試合審判などの判定要員として配置され、実際にそのような偏った判定が行われる事態までもが見られている。
「中東の笛」という語は主に「スポーツ競技は全ての参加者にとって競技規則に則って公平でなくてはならない」とする立場の者、あるいはこれら作為的な判定や日程の設定によって不利を被った側の代表選手の関係者、競技のファン、マスコミなどが大会運営や判定を揶揄する目的で使うのが一般的である。その特性から、基本的に非アラブ圏で使用されている用語であり、逆にアラブ諸国でとりわけこの様な判定が問題となったスポーツの関係者の大多数は『中東の笛』の存在そのものを否定する。
「中東の笛」の名付け親は、ハンドボール専門誌「スポーツイベント ハンドボール」の野村彰洋編集長である。野村は、1995年にクウェートで行われたアトランタオリンピック予選を取材した際に判定が中東寄りであるとして「中東の笛」と名付け誌面で判定の不公平を訴えた。
そして「政治・経済とスポーツを結び付けるべきではない」という日本の世論に対して、多くの中東の国が「政治・経済とスポーツは結びつけるべきだ」と主張するなど、「政治・経済とスポーツの関係」に一石を投じる事態にまで至った。ただし、日本や韓国など極東では『中東の笛』とは呼ばれているが、この問題については宗教的な繋がりから結束が特に固いと言われる中東地域においても決して完全な一枚岩ではないという見方もある。実際、クウェートの王族によるアジアハンドボール連盟（AHF）支配によって不可解な判定を被ったと感じている地域としては中東でもバーレーンがある。2008年1月16日付のバーレーン紙アル・ワサトでは、元GCCハンドボール協会会長であるムハンマド・アリー・アブル（現バーレーンオリンピック協会会員）の、AHFを批判し国際ハンドボール連盟（IHF）によるやり直し予選を支持する旨の談話が掲載されている。

## ハンドボール
ハンドボールにおいては、アジアハンドボール連盟（以下AHF）が事実上クウェートの王族であるシェイク・アフマド会長によって組織が支配され、また、産油国の王族たちが大きなスポンサーとなっていることから、アラブ諸国の関係者によって要職が占められる状況が続いている。アジアにおいて行われる大会の日程、審判についてはAHFの意向が反映される事から、アラブ諸国のチームに有利な運営がなされている。何よりも審判の選定やその試合中の判定において顕著であり、不可解な判定は「中東の笛」と呼ばれている。
当時の日本ハンドボール協会の渡辺佳英会長によると、ハンドボールにおいて「中東の笛」という言葉が生まれるきっかけとなったのは、1994年10月に広島県で行われたアジア大会であった。同大会において、同年AHF会長に就任したシェイク・アフマドは、日本-クウェート戦で試合開始10分前に突然韓国人の審判を交代させるよう要求した。同大会でテクニカルチェアマンを務め審判選定の権限を持っていた渡辺会長はこの要求を拒んだが、当該審判がミスジャッジを犯したことにアフマドは激怒し、権限がない（審判の処分については各大陸連盟の審判委員長が権限をもつ）にもかかわらず永久追放処分を科そうとした。そしてそれ以来、東アジア諸国は「中東の笛」に悩まされることになったという。なお、この問題は最終的には国際連盟が当該審判を2年以内の追放処分としたことで決着した。
渡辺会長が「中東の笛」の悪質な例として挙げるのが、1995年にクウェートで行われたアジア選手権決勝戦（クウェート-韓国戦）である。渡辺会長によるとこの試合で韓国チームはゴールエリアラインの1m手前からのシュートをことごとくラインクロス（ゴールエリアラインを踏む反則）と判定され、有利に試合を進めていたにもかかわらず敗退した。
テレビ朝日の番組『サンデースクランブル』がAHFのムハンマド・アリアブ元副会長を取材し、審判を買収しているのかと質問したところ、アリアブ元副会長は「もちろんです」と回答し、金銭や贈り物による買収を認めた。また、アリアブ元副会長は在任中、大会が行われる前から結果がわかっていたとも証言した。さらに同番組はAHF公認審判のアリ・エルセラフィにも取材し、賄賂の受け取りを認める証言を得ている。

### 北京オリンピックアジア予選での事例
中東の笛は主に東アジア圏において大きく問題視されており、2008年北京オリンピックのハンドボール競技・アジア予選においても見られた。2007年9月に愛知県豊田市で行われた男子予選においてクウェート-韓国戦では、当初国際ハンドボール連盟（IHF）の指示によりドイツ人の審判団が裁く予定であったが、AHFの指示により急遽中東のヨルダンの審判に変更となった。この試合では開始2分で韓国選手が退場になるなど、一部の判定に対して、観客席からコート内にペットボトルが投げこまれるような状況が発生した。また、この試合を裁いたヨルダン人の審判が国際審判員の資格を持っていなかった事が明らかになり、後述するこのアジア予選が無効とされる一因となるなど、AHFが杜撰な運営や試合管理を行っていた事も明らかとなった。
こうした事態に日本と韓国のハンドボール連盟はIHFに対し連名で抗議文を送り、さらに韓国は日本のテレビ局によるテレビ中継を記録したDVDを国際オリンピック委員会（IOC）に送付した。その結果、IHFの中にもこの状況を問題視する者が多く現れ、とくに欧米の関係者からは将来的なオリンピックからの競技の除外を危惧する声さえ上がり、2007年12月17日に行われたパリでの理事会においてアジア予選を無効とし、女子は2008年1月29日に、男子は2008年1月30日に東京でやり直すことを決定した。AHFはこのやり直しの五輪予選に参加した地域には制裁を課すなどとした、脅迫をAHF加盟国に行い、実際に日本ハンドボール協会はAHFから除名勧告を受けた（後に撤回）。さらにはやり直し五輪予選のタイミングに合わせてのAHF緊急理事会開催を通告するなど、妨害工作とも取れる行動を行っている。また、AHFは韓国ハンドボール連盟がIOCにDVDを送付したことを「越権行為だ」と非難した。
AHF緊急理事会の際には「日本で五輪予選を開催した場合、（2016年）東京五輪招致を私は支持しない。」といった発言がAHFのアフマド会長から日本ハンドボール協会の渡辺会長に向けてなされた。

## サッカー

### フランス代表 対 クウェート代表
1982年のFIFAワールドカップの一次リーグで行われたフランス対クウェート戦で、フランスが3対1でリードしている状態で、クウェートが優位となる判定が行われている。このときフランスのアラン・ジレスが放ったシュートは明らかにゴールネットを揺らしたが、クウェートの選手側から「スタンドの笛の音で試合を止めてしまった」という趣旨の抗議が行われた。誰もがこの抗議は聞き入れられないと思ったが、客席で観戦していたクウェートのファハド王子（Fahad Al-Ahmed Al-Jaber Al-Sabah,アジアハンドボール連盟の初代会長）が突如スタンドからピッチに乱入、ウクライナ人の審判Miroslav Stuparに何事かを告げたところ、当初は得点を認めていた審判が突如ゴールの取り消しを宣告した。サッカーワールドカップの歴史において、一度認められたゴールが取り消された史上唯一の事例である。試合結果はフランスが4対1で勝利している。
この事件の真相についてはファハド王子がこの件について完全に公言を拒否したまま1990年のイラクのクウェート侵攻の際に死亡し（ブリティッシュエアウェイズ149便乗員拉致事件）、担当したウクライナ人審判も真相を語らぬまま自殺したため、永遠の謎となっている。現在では、ファハド王子が何を告げたのかなどは、当事者が死亡したこともあり、解明は不可能とされている。
なお、アジアハンドボール連盟現会長のアフマド王子（w:en:Ahmed Al-Fahad Al-Ahmed Al-Sabah）は、ファハド王子の息子である。

## 問題点
中東の笛において大きな問題となっているのは、映像資料の存在の有無である。中東が主体となって行われる試合においては、撮影が禁止されることが多く不正の実態を知るのは現場にいた人だけであったということがほとんどである。それゆえに実態は外部には漏れることはなかった。又、試合内容が決定的になったあとに勝たせたいチームにファウルをとることで、スコアを見る限りにおいては公平なジャッジが行われたかのような工作も行われている。男子アジア予選においては韓国チームが映像を各所に渡すことによってIHFも動かざるを得ない情況に陥ったが、女子アジア予選は映像が存在せず状況証拠のみだったため再予選の結果は認められていない。
これらの問題点を踏まえて、2012年のロンドンオリンピックではハンドボールを始めとする幾つかの競技で、大陸別予選の後、オリンピックの数カ月前に「世界最終予選」という世界規模の国際大会を開催し、これの上位進出を基準に最終的な出場国が決定するという大陸別予選の比重を軽くする形へと予選方式の変更が行われた。また、ビデオ判定などの映像資料に基づいた判定が導入され、写真撮影が義務化されたことに伴い、中東諸国による不正問題は鎮静化されるようになった。